# (2821) Slávka
(2821) Slávka est un astéroïde de la ceinture principale.

## Description
(2821) Slávka est un astéroïde de la ceinture principale. Il fut découvert le 24 septembre 1978 à l'Observatoire Kleť par Zdeňka Vávrová. Il présente une orbite caractérisée par un demi-grand axe de 2,44 UA, une excentricité de 0,20 et une inclinaison de 6,7° par rapport à l'écliptique.

## Compléments